# Mutualisme (économie)
Ne doit pas être confondu avec Mutuellisme.
Pour les articles homonymes, voir Mutualisme.
Le mutualisme désigne un modèle socioéconomique fondé sur la mutualité, action de prévoyance collective par laquelle des personnes se regroupent pour s'assurer mutuellement contre des risques sociaux (maladie, accident du travail, chômage, décès…). Plusieurs familles de pensée ou tendances politiques ont conceptualisé des pensées et développé des actions autour de la mutualité. Le mutuellisme inspiré de Pierre-Joseph Proudhon, et le solidarisme promu par Léon Bourgeois en sont deux exemples. Si l'on retrouve quelques traces d'actions de secours mutuels dans l'Antiquité, l'histoire du mutualisme en France remonte plus surement au Moyen Âge avec les guildes, les confréries, les jurandes, les corporations et le compagnonnage. Avec l'avènement du siècle des Lumières, ces groupements, mouvements, inspirés du principe de solidarité se détachent de la charité pour donner forme aux sociétés de secours mutuel qui se développent concomitamment à la révolution industrielle. Libérées de leur domination au pouvoir politique, se développant d'abord en marge, voire en opposition aux syndicats ainsi qu'aux assurances, les mutuelles proprement dites et les sociétés d'assurance mutuelle s'organisent dans un cadre juridique plusieurs fois remanié concrétisé en France par le code de la mutualité (pour les mutuelles santé) et le code des assurances (pour les sociétés d'assurance mutuelle). Actuellement[Quand ?] en France, le mutualisme s'inscrit dans le large mouvement d'économie sociale et solidaire qui promeut ces mutuelles ainsi que les sociétés d'assurance mutuelle, à but non lucratif, tandis qu'une confusion s'observe entre celles-ci et les assureurs classiques à but lucratif.

## Historique
En Grèce antique, Théophraste, philosophe péripatéticien du IVe siècle av. J.-C., a écrit qu'il existait chez les Athéniens et d'autres états des associations ayant caisse commune que leurs membres alimentaient par le paiement d’une cotisation mensuelle destiné à donner des secours à ceux qui avaient été atteints par une adversité quelconque. Le mouvement encourage et aide ceux qui fournissent des prestations mutuelles contre les risques en effectuant un paiement régulier ou une contribution. Le mutualisme, institutionnalisé à travers des fonds communs de placement, a été universellement reconnu comme un générateur de prévision classique et moderne des systèmes de Sécurité sociale, et coexiste actuellement avec eux, bien que la chute de la popularité des fonds communs de placement dans de nombreux environnements sociaux ont coïncidé avec le début du système public de Sécurité sociale dans les premières décennies du XXe siècle.

## Fonctionnement actuel
Au XXIe siècle, le mutualisme est lié à des sociétés financières, des assureurs, des syndicats, des entités pour promouvoir l'économie solidaire, les associations commerciales et des mouvements religieux. Le signe caractéristique du mouvement mutualiste est sa neutralité institutionnelle en matières politique et religieuse. Les coopératives et le mutualisme ont des points en commun, autour par exemple de l'idée d'entraide professionnelle.

## Gouvernance
Par ailleurs les sociétaires, malgré leur droit de vote, n'ont en fait un pouvoir que limité sur le fonctionnement et les prises de décisions face à une technostructure et une administration totalement maîtrisées par un pouvoir central : « la démocratie participative n'a que peu de consistance sur les prises de décisions dans les conseils ».